# Gamlehaugen

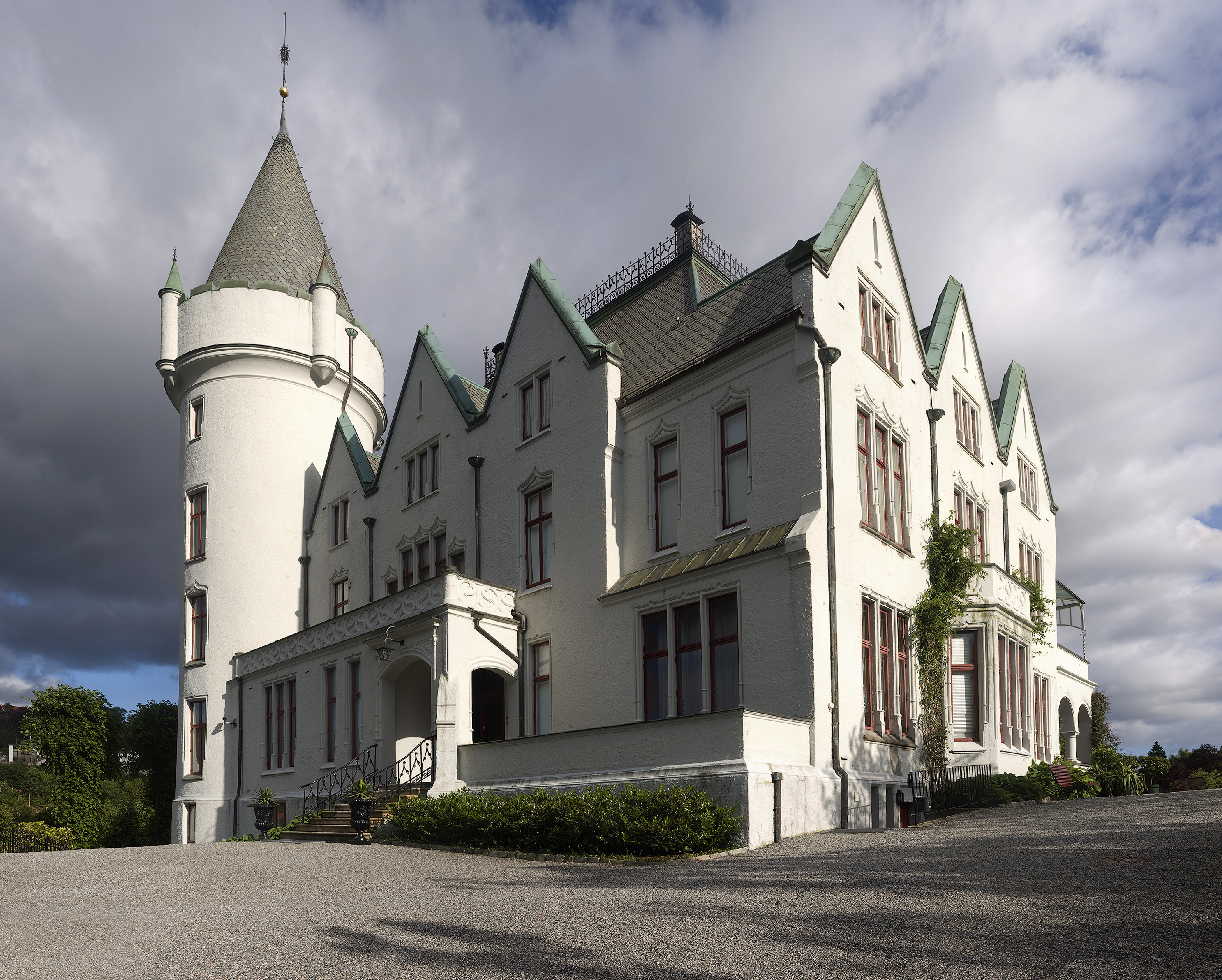
Budynek rezydencji z bliska

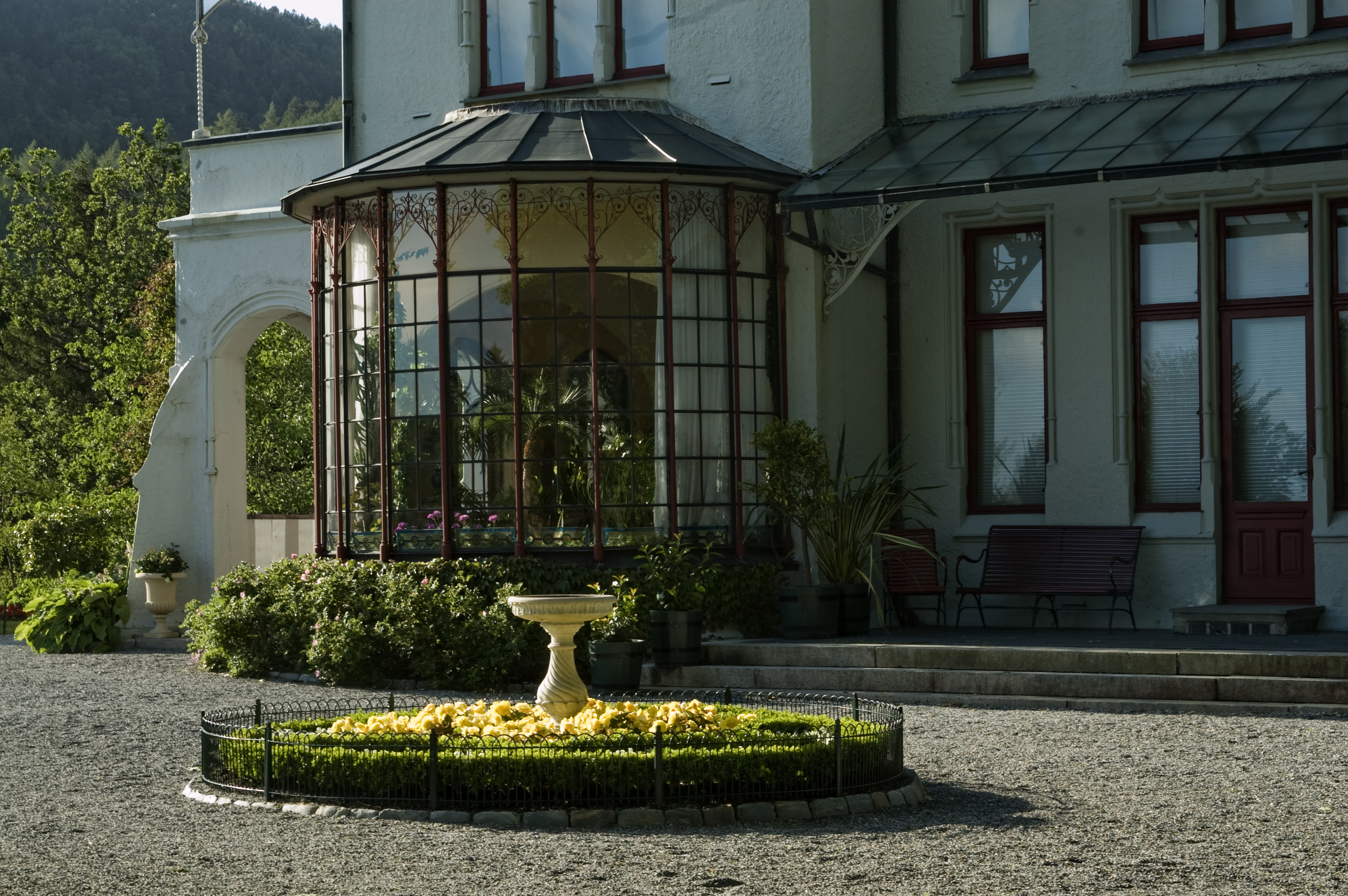
Park zimowy

Gamlehaugen – pałac w Bergen w Norwegii, rezydencja norweskiej rodziny królewskiej. Obecny pałac zaprojektował Jens Zetlitz Monrad Kielland, a budowę zakończono w roku 1900. Otaczający rezydencję park jest zaprojektowany w stylu ogrodu angielskiego. Rezydencja jest własnością państwa.

## Historia
Gamlehaugen była średniowieczną farmą, opuszczoną w okresie czarnej śmierci. Ponownie zasiedlona, do 1809 roku była częścią majątku Fjøsanger. W XIX wieku kilkakrotnie zmieniała właścicieli. W roku 1898 Gamlehaugen została zakupiona przez Christiana Michelsena polityka i potentata żeglugi. Michelsen zburzył istniejący tam budynek i zamówił budowlę w stylu zamku szkockiego. Architektem był Jens Zetlitz Monrad Kielland. Budowę ukończono w roku 1900 a Michelsen wprowadził się do niego wraz z rodziną rok później. Zdecydował, że otoczenie rezydencji ma być utrzymane w stylu parku angielskiego a wykonanie zlecił ogrodnikowi Olavowi Moenowi. Park został wykończony w roku 1906 a Michelsen, który w tym czasie był premierem Norwegii, spędził w rezydencji czas do końca życia.
Po śmierci Michelsena jego przyjaciele zebrali pieniądze by kupić rezydencję dla państwa oraz opłacić koszty jej utrzymania. Celem było zebranie miliona koron jednak nie został on osiągnięty. Niemniej jednak państwo wykupiło rezydencję i opłaciło jej utrzymanie do roku 1965. Gamlehaugen został wyremontowany w latach 1989–1991, gdy był przygotowywany do wizyty króla Haralda V i królowej Sonji.

## Park
Do czasu nabycia majątku przez Michelsena okolice pałacu były terenem rolnym. Ogrodnik Moen, który później był profesorem Uniwersytetu Nauk Przyrodniczych w Oslo, zaprojektował park używają wiecznie zielonych roślin, drzew i krzewów, jednak uległ Michelsenowi, który zażyczył sobie ogrodu owocowego. Park jest utrzymany w stylu angielskiego ogrodu, zsynchronizowany pod względem rzeźby z sąsiednim krajobrazem. Park został oddany do użytku publicznego w roku 1925. Obecnie pełni on funkcje rekreacyjne.

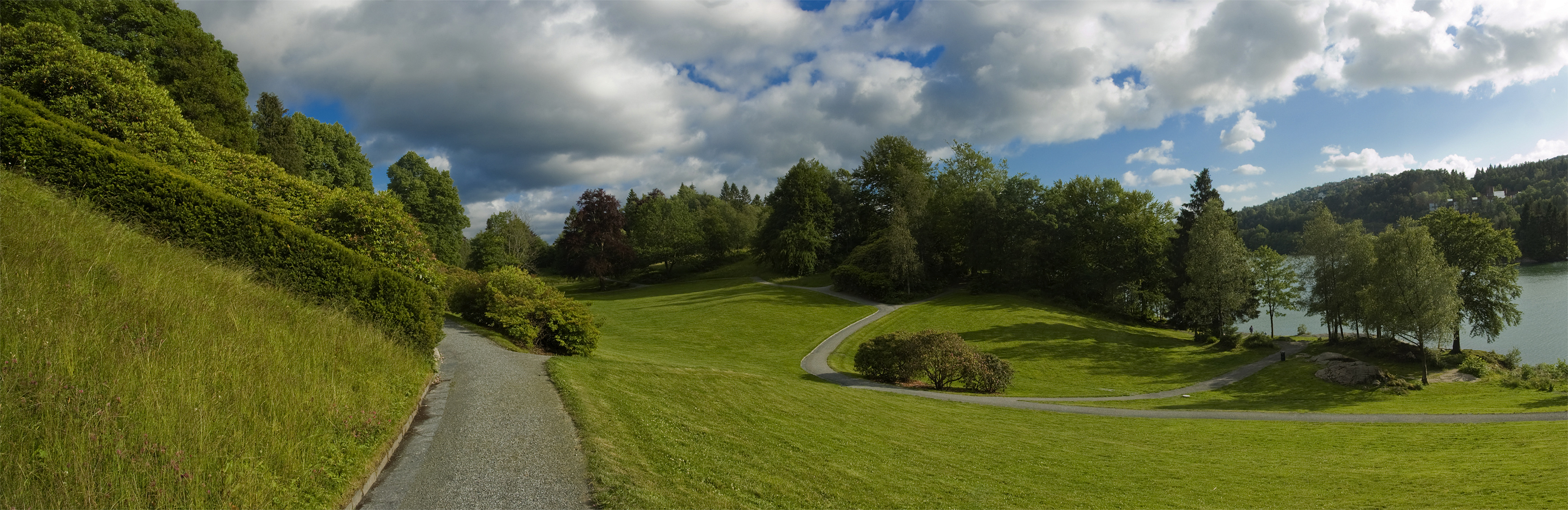
Ogród otaczający rezydencję